# Nyctophilus geoffroyi
Nyctophilus geoffroyi (Leach, 1821) è un pipistrello della famiglia dei Vespertilionidi endemico dell'Australia.

## Descrizione

### Dimensioni
Pipistrello di piccole dimensioni, con la lunghezza della testa e del corpo tra 38 e 50 mm, la lunghezza dell'avambraccio tra 31 e 42 mm, la lunghezza della coda tra 31 e 40 mm, la lunghezza delle orecchie tra 18 e 25 mm e un peso fino a 10,2 g.

### Aspetto
La pelliccia è corta, densa e lanuginosa. Le parti dorsali sono bruno-grigiastre con la base dei peli più scura, mentre le parti ventrali sono biancastre. Il muso è tronco, con un disco carnoso all'estremità dove si aprono le narici, con il margine superiore leggermente concavo e dietro al quale è presente un rigonfiamento molto alto, attraversato longitudinalmente da un solco a forma di Y, le cui estremità sono unite da una sottile membrana. Le orecchie sono lunghe, ovali ed unite alla base da una membrana cutanea. Il trago è corto. Le ali sono attaccate posteriormente alla base delle dita dei piedi. L'estremità della lunga coda si estende leggermente oltre l'ampio uropatagio.

## Biologia

### Comportamento
Si rifugia singolarmente o in colonie fino a 300 individui in qualsiasi anfratto, tra le rocce, in nidi abbandonati di uccelli, edifici e nelle cavità degli alberi. Solitamente i sessi vivono separati. Forma vivai tra 10 e 100 femmine con i loro piccoli in primavera. L'attività predatoria inizia prima del tramonto e termina prima dell'alba nelle giornate più calde, mentre la caccia si limita ad una sola ora durante quelle più fredde. Il volo è lento, fluttuante e manovrato. Entra in uno stato di ibernazione nei mesi più freddi.

### Alimentazione
Si nutre di insetti catturati vicino al suolo nella boscaglia.

### Riproduzione
Danno alla luce due piccoli alla volta tra ottobre e novembre, un po' prima nella parte meridionale dell'areale. Diventano indipendenti dopo circa 6 settimane.

## Distribuzione e habitat
Questa specie è diffusa sull'intero continente australiano, eccetto le coste nord-orientali del Queensland.
Vive nelle zone desertiche, foreste ed aree urbane. fino a 1.580 metri di altitudine.

## Tassonomia
Sono state riconosciute 3 sottospecie:
- N.g.geoffroyi:  Australia occidentale sud-occidentale;
- N.g.pacificus (Gray, 1831): Australia sud-orientale e Tasmania;
- N.g.pallescens (Thomas, 1913): Australia centrale e settentrionale.

## Conservazione
La IUCN Red List, considerato il vasto areale, la tolleranza a diversi tipi di habitat e la popolazione numerosa, classifica N.geoffroyi come specie a rischio minimo (Least Concern)).